# Светислав Јовановић
Светислав Јовановић (Вршац, 15. март 1861 — Париз, 1933) био је српски сликар реализма.

## Биографија
Био је брат познатог српског сликара Паје Јовановића и Милана Јовановића, најпознатијег српског фотографа 19. века. Гимназију је завршио у Бечу, где је започео студије сликарства. Студије је наставио 1879. у Петрограду, Минхену (са братом Пајом Јовановићем) и Паризу на Академији Зилиан. Већи део свог живота провео је у Паризу, где је живео педесет година.
Нарочито је био цењен у Паризу, где је живео и био је радо примљен у највише кругове Француске. Један од његових најближих пријатеља  био је син председника Француске Републике Садија Карноа. Светислав Јовановић одликован је 1928. године француским Орденом Легије части, а Краљевина Србија га је одликовала највишим чином: Орденом Белог орла и Орденом Светог Саве. Светислав Јовановић је са четком у рукама направио аутопортрет у мачевалачком оделу.
Наиме, он у то време није био само уметник већ и пливач, јахач и мачевалац са светском славом. У Паризу је Светислав 1904. и 1907. године као мачевалац освојио шампионске титуле. О томе Гастон Ренар, Јовановићев биограф, који га сврстава међу најславније мачеваоце на свету, пише: „Стотине поражених бацило је оружје под Јовановићевим ударцима“. Мачеваоци света као што су Бода, Лана, Бусеа. Да све ово није претерано, види се из чињенице да је Јовановић био председник највећег и најмоћнијег мачевалачког клуба у Француској - „Париског мачевалачког клуба“, који је окупљао личности из највиших кругова Француске. Јовановић је на то место изабран као страни држављанин, иако су правила изричито предвиђала да председник може бити само Француз.
Јовановић је умро у Паризу 1933. године и сахрањен је на гробљу Пер Лашез.

## Радови
- Преље (-1899)
- Полазак у лов (1899)
- Ашиковање (1901)
- Албанац (1905)
- Оријенталка (1905–10)
- Млада црногорка (1910)
- Аутопортрет (1921)

## Галерија
- Митрополит Михаило, уље на платну, 1899.
- Преље (црно-бела копија)
- Полазак у лов (црно-бела копија)